# Cai Hesen
Pour les articles homonymes, voir Cai.
Dans ce nom chinois, le nom de famille, Cai, précède le nom personnel.
Cai Hesen (chinois : 蔡和森 ; pinyin : cài hésēn, 1895 – 1931), signant Rùn Huán 润寰) ou Zé Yīng 泽膺), surnommé Héxiān (和仙), est un homme politique chinois, ami et compagnon d'armes de Mao Zedong avec qui il fonda en 1917 l'« Association d'études pour le renouveau du peuple ». Il meurt en 1931, fusillé par le Kuomintang après son arrestation.

## Biographie
Cai Hesen et Mao Zedong se retrouvent en 1914 dans la même classe d'une école normale à Changsha dans le Hunan. En juin 1918, Cai Hesen quitte Changsha pour rejoindre Pékin. Mao le rejoint en octobre 1918. Le 25 décembre 1919, Cai Hesen fait partie d'un groupe de 100 jeunes Chinois qui partent étudier en France avec l'aide du Mouvement Travail-Études. Mao préfère rester en Chine. D'autres dirigeants chinois comme Zhou Enlai, Deng Xiaoping, Chen Yi, Li Lisan, Li Fuchun, Zhao Shiyan, Li Weihan profitèrent de ces études à l'étranger. Jusqu'en 1927, ce sont 4 000 jeunes Chinois qui viendront étudier et travailler en France. De même que plusieurs centaines de chinois sur l'ensemble de la période de 1913 à 1925, il loge dans un dortoir du collège Gambetta de Montargis (devenu l'hôtel de ville en 1988).
Cai Hesen correspond fréquemment avec son ami Mao et lui envoie des lettres enthousiastes décrivant leur quotidien. Cai constate notamment que « la vie en France n'est pas si différente de la vie en Chine » et y est relativement peu chère. La Société Franco-chinoise a ainsi pu acheter un bâtiment « splendide » dans le centre de Paris. Il qualifie également les conditions de travail « généralement assez bonnes ». Citant l'exemple de certains amis, il montre que l'on peut facilement s'établir en France en ouvrant un restaurant ou une boutique artisanale, et enjoint ceux qui sont restés à les retrouver. 
Mais c'est avant tout de politique que s'entretiennent Cai Hesen, brillant théoricien, et Mao Zedong, qui en admire la sagesse. Du 6 au 10 juillet 1920, dans le jardin de l'hôtel Durzy à Montargis, il présente publiquement ses théories politiques sur l'avenir de la Chine et sa relation hors mariage avec son amie Xiang Jingyu. Un mois plus tard, le 13 août, soit quatre mois avant le congrès de Tours qui divise la gauche française, Cai écrit de Montargis une nouvelle lettre à Mao. Il lui propose la création du Parti communiste chinois (PCC), qu'il voit comme un parti démocratique, afin de constituer ce qu'il pense être « L'avant-garde et le commandement de la révolution ». Le 1er décembre, Mao lui envoie son accord.
Rentré en Chine en 1921, il fait partie des 3e, 4e, 5e et 6e
bureaux politiques du Parti communiste chinois (premier organe dirigeant du gouvernement communiste). Il devient rédacteur en chef de l'hebdomadaire du Parti, Xiangdao Zhoubao.
Son épouse Xiang Jingyu qui, au Parti communiste, militait pour une éducation des femmes afin de transformer la société, est exécutée en 1928 par le Kuomintang. Lui-même est arrêté en 1931 par la police anglaise à Hong Kong, puis livré aux autorités du Kuomintan, qui le font fusiller. 

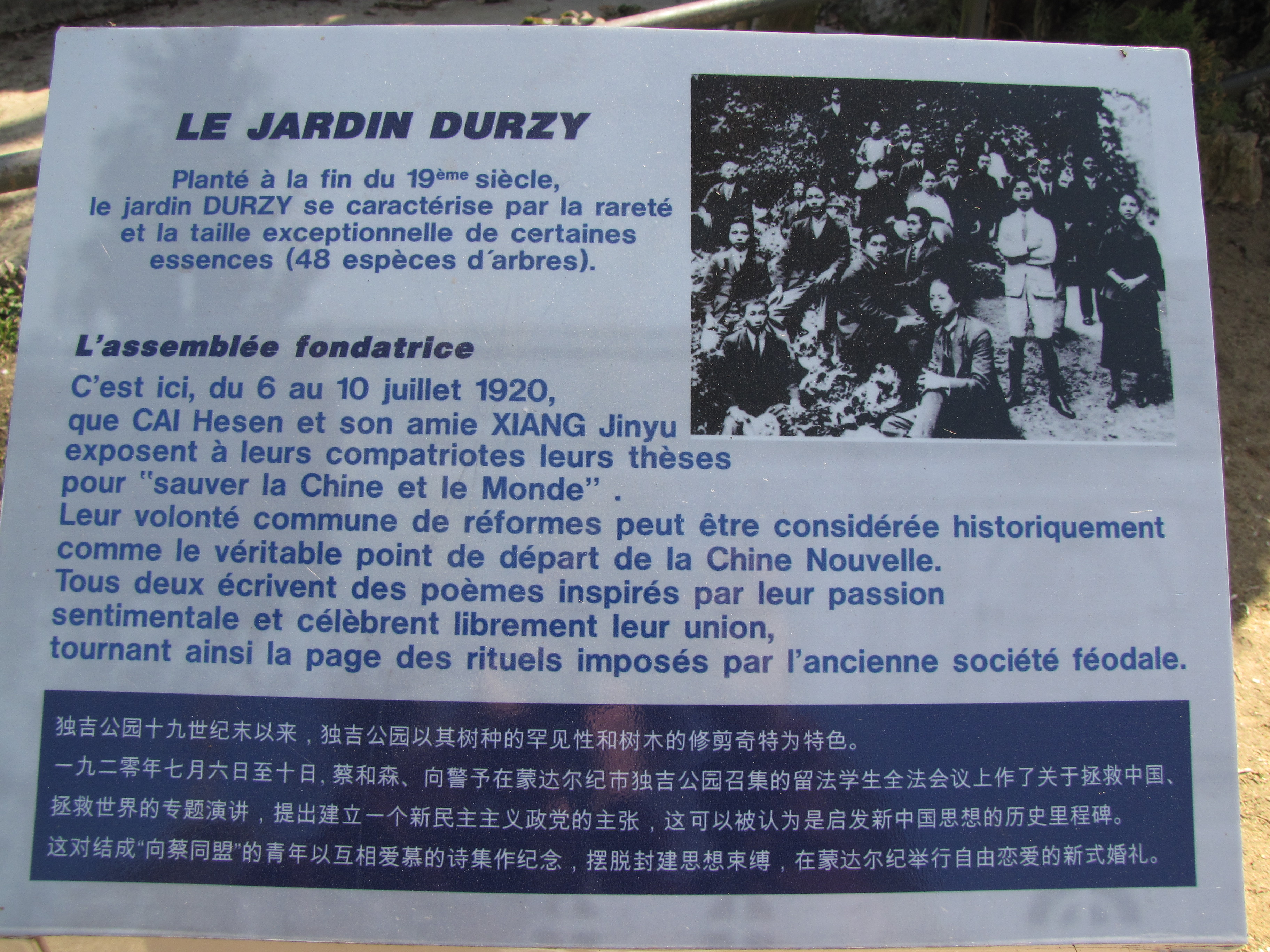
Jardin Durzy de Montargis : panneau mentionnant les activités de Cai Hesen en 1920.